# Hydraena textila
Hydraena textila är en skalbaggsart som beskrevs av Perkins 2007. Hydraena textila ingår i släktet Hydraena och familjen vattenbrynsbaggar. Inga underarter finns listade i Catalogue of Life.